# ارين يوهانسون
ارين يوهانسون (بالإنجليزية: Warren Johansson)‏ هو مؤلف وكاتب أمريكي، ولد في 21 فبراير 1934 في فيلادلفيا في الولايات المتحدة، وتوفي في 10 يونيو 1994.